# Wagnerwerkstatt (Schöffelding)

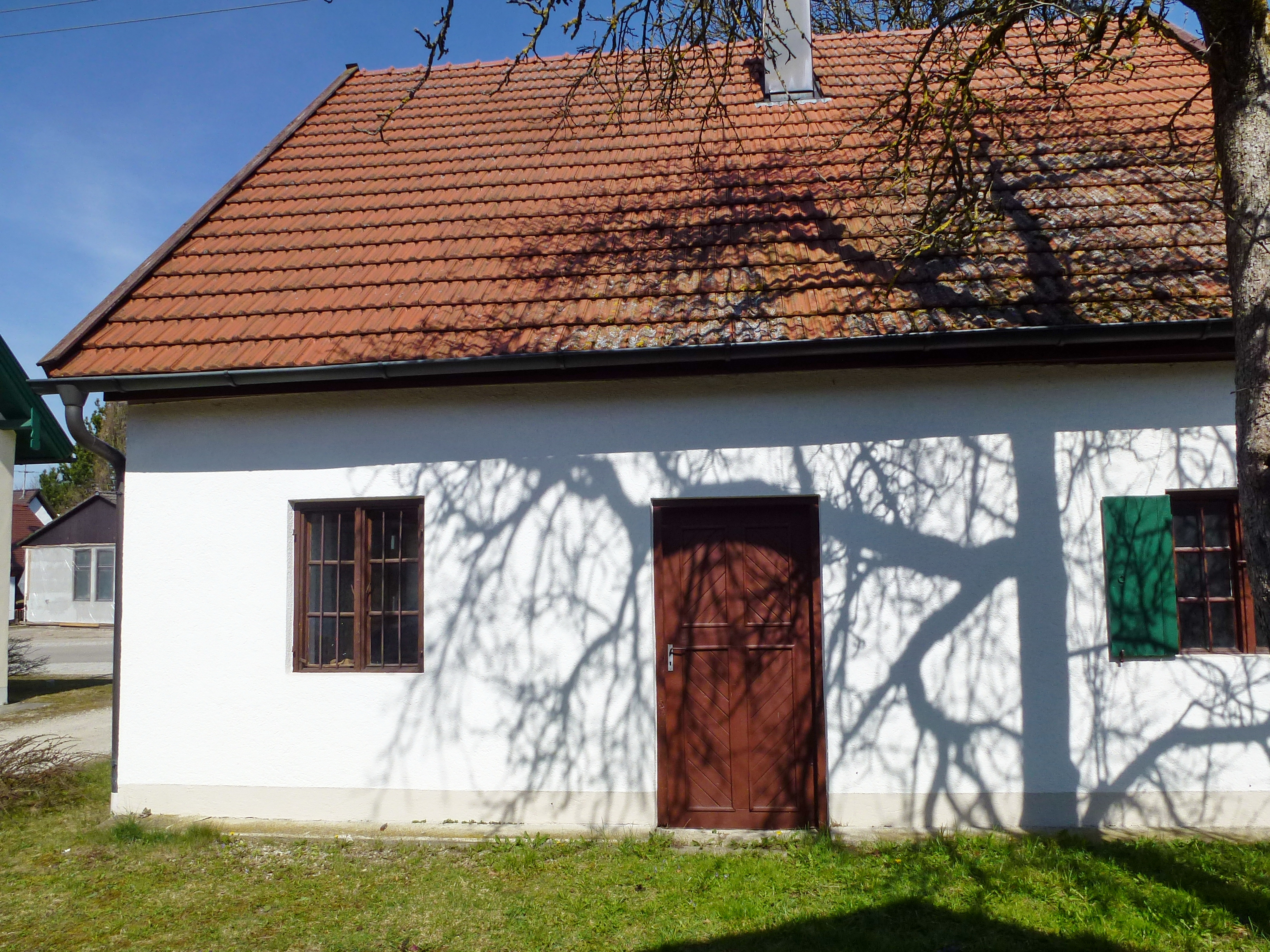
Ehemalige Wagnerwerkstatt in Schöffelding

Die Wagnerwerkstatt in Schöffelding, einem Ortsteil der Gemeinde Windach im oberbayerischen Landkreis Landsberg am Lech, wurde im zweiten Viertel des 19. Jahrhunderts errichtet. Die ehemalige Werkstatt eines Wagners an der Hauptstraße 27/29, am westlichen Ausgang des Dorfes, ist ein geschütztes Baudenkmal.
Der eingeschossige Satteldachbau steht traufseitig zur Straße. Im Jahr 2004 wurde das Gebäude komplett renoviert.